# ستيف نيسين
ستيف نيسين هو لاعب كرة قدم كندي في مركز الهجوم، ولد في 17 أبريل 1960 في نوفي ساد في صربيا. شارك مع منتخب كندا تحت 20 سنة لكرة القدم ومنتخب كندا لكرة القدم. أما مع النوادي، فقد لعب مع فانكوفر وايتكابس ونادي غوادالاخارا.

## وصلات خارجية
- ستيف نيسين على موقع قاعدة بيانات كرة القدم.إي يو (الإنجليزية)
- ستيف نيسين على موقع ناشيونال فوتبول تيمز (الإنجليزية)